# Oligota granaria
Oligota granaria är en skalbaggsart som beskrevs av Wilhelm Ferdinand Erichson 1837. Oligota granaria ingår i släktet Oligota, och familjen kortvingar. Arten är reproducerande i Sverige.